# Centromerus dacicus
Centromerus dacicus är en spindelart som beskrevs av Margareta Dumitrescu och Maria Georgescu 1980. Centromerus dacicus ingår i släktet Centromerus och familjen täckvävarspindlar. Inga underarter finns listade i Catalogue of Life.